# Hanna Antoniussen
Hanna Erlingsdóttir Olsen (* 18. August 1971; geborene Antoniussen) ist eine ehemalige färöische Fußballspielerin.

## Verein
Olsens einzige bekannte Vereinsstation ist ÍF Fuglafjørður. Dort gewann sie 1991 den Meistertitel in der ersten Liga. 1992 folgte als Letztplatzierter der Abstieg in die zweite Liga. Es gelang der sofortige Wiederaufstieg, zudem stand die Mannschaft im selben Jahr im Pokalfinale und unterlag B36 Tórshavn mit 1:2. Nachdem Olsen 1994 aussetzte, absolvierte sie 1995 ein letztes Spiel für ÍF.

## Erfolge
- 1× Färöischer Meister: 1991